# Jaume Arús i Font
Jaume Arús i Font (Canet de Mar, Maresme, 29 de juny de 1840 - Vilassar de Mar, Maresme, 28 d'abril de 1899).
Va ser nombrat notari de l'Espluga de Francolí el 10 d'abril de 1870 on durant la última guerra carlina hagué de lluitar per salvar de la foguera els protocols notarials de la població. El 30 d'abril de l'any 1874 va intercedir prop d'un escamot carlí perquè no afusellessin un grup de vint-i-un liberals que havien estat fets presoners a Vimbodí.
El 4 de març de 1878 va ser nomenat notari de Vilassar de Mar on fou el principal promotor de l'Agrupació Catalanista (1897) i, a causa de la seva afició per la música, va crear el cor juvenil Lo Planter (1897) del qual també en va ser el director.
Participà, també, a la constitució de l'Agrupació Catalanista de la Costa de Llevant (1898). Signà el Missatge a la Reina Regent (1888) i, dins la Unió Catalanista, formà part de la Junta Permanent (1897-1899). Al mateix temps, fou nomenat delegat a les Assemblees de Manresa (1892), Reus (1893), Balaguer (1894), Olot (1895) i Girona (1897).
És enterrat al cementiri de Vilassar de Mar en una tomba obra de l'arquitecte Antoni Maria Gallissà i Soqué. En aquest poble té dedicat un parc públic.

## Galeria

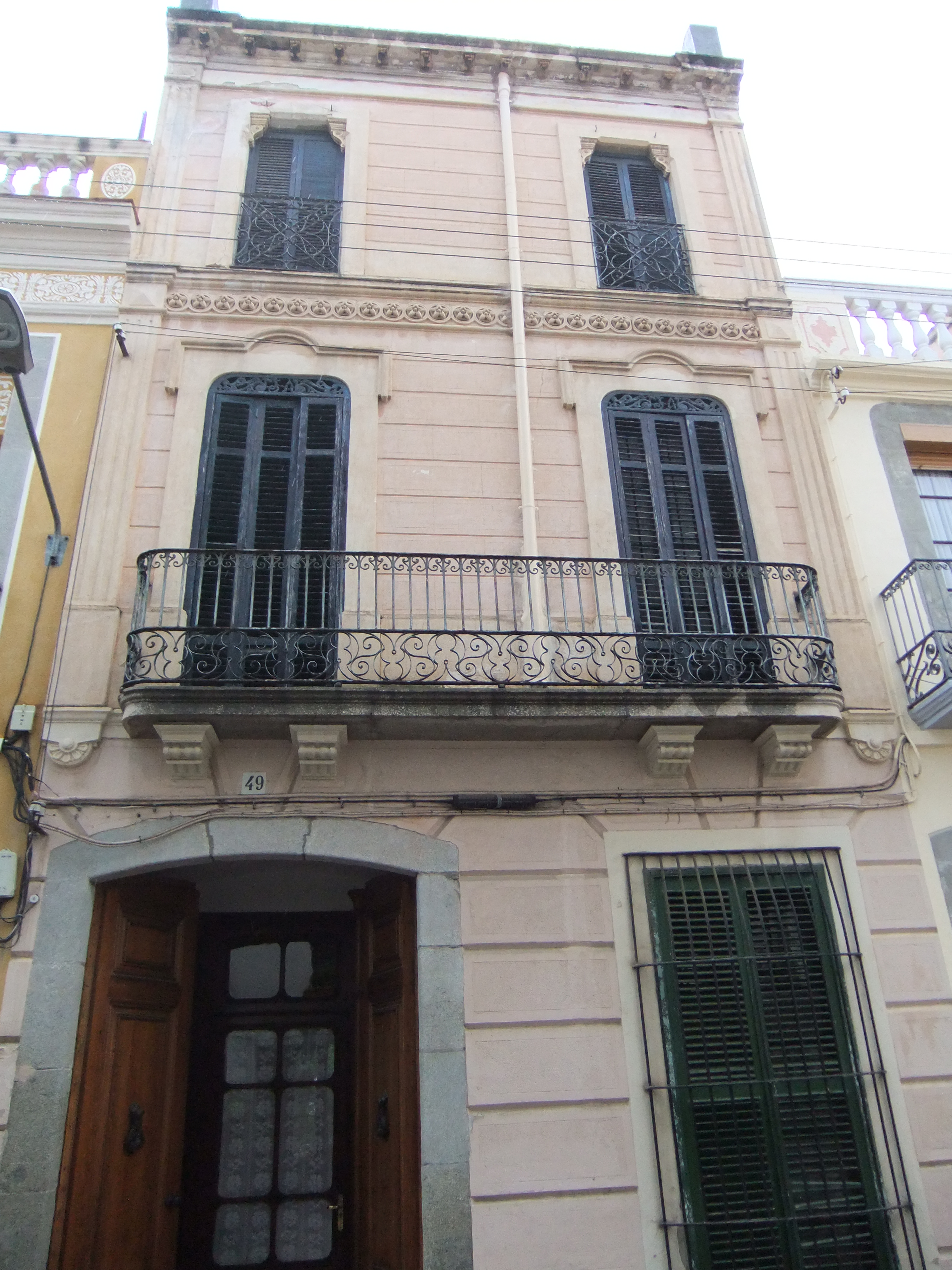
Casa del Notari Arús (Carrer St. Roc de Vilassar de Mar)
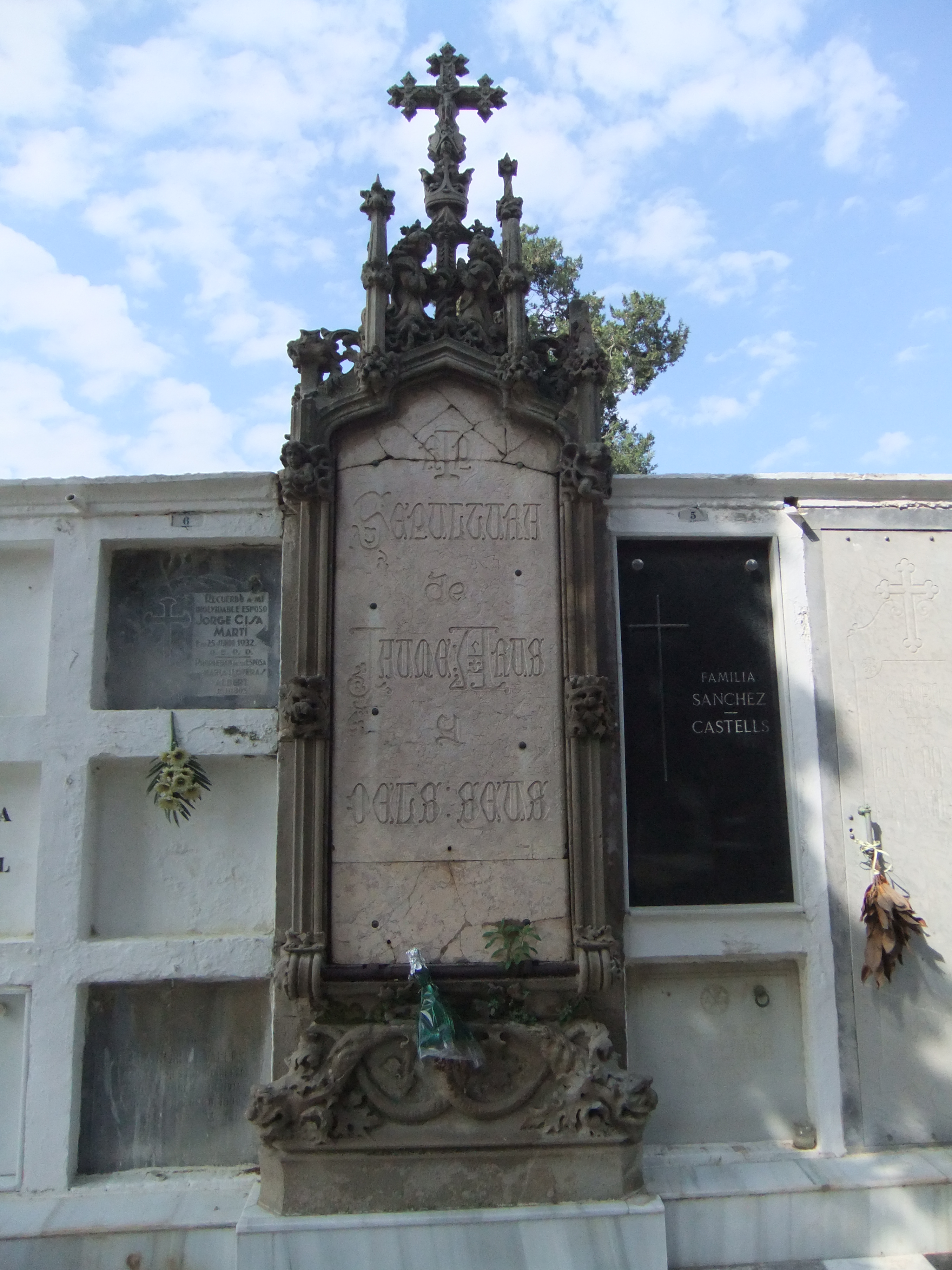
Tomba del notari Arús (Cementiri de Vilassar de Mar)